# 11月4日
11月4日是阳历一年中的第308天（闰年第309天），离全年的结束还有57天。

## 大事记

### 19世纪以前
- 1429年：阿馬尼亞克-勃艮第內戰中，聖女貞德率军解救被围城的圣皮埃尔勒穆捷。
- 1576年：八十年戰爭：西班牙海军兵变并掠夺安特卫普，被稱為西班牙暴行。
- 1737年：欧洲最老的幸存歌剧院，那不勒斯的圣卡洛剧院开幕。
- 1780年：图帕克·阿马鲁二世发动反对西班牙殖民当局的起义。

### 19世紀
- 1852年：卡米洛·奔索被任命為薩丁尼亞王國首相，後來在義大利統一後成為義大利王國首任首相。
- 1861年：华盛顿大学成立。
- 1862年：美國理查·加特林获得加特林机枪的专利权。
- 1868年：十年战争中，古巴城市卡馬圭起兵反抗西班牙统治。
- 1869年：英国科学杂志《自然》第一期正式出版。
- 1884年：香港賽馬會成立。
- 1890年：世界上第一條深層地鐵城市及南倫敦鐵路正式通車，在倫敦市和斯托克韋爾之間運行5.1公里。

### 20世紀
- 1903年：黄兴、宋教仁等12革命分子集会，商议筹设华兴会。
- 1911年：陈其美、李燮等革命党人领导发动的武装起义攻占江南制造局，上海光复。
- 1912年：美國海軍第一艘超級無畏艦內華達號戰艦安置龍骨並開始建造，為內華達級戰艦首艘艦。
- 1913年：袁世凯下令解散國民黨。
- 1918年：第一次世界大战：奥匈帝国向意大利投降。
- 1918年：青年土耳其党人在一场大会上决定自行解散。
- 1921年：日本首相原敬在东京站被一名右翼铁路职员刺杀身亡。
- 1922年：英国考古学家霍华德·卡特率领的考古队在帝王谷发现古埃及法老图坦卡蒙陵墓的入口。
- 1924年：美国政治家内莉·泰洛·罗斯出任怀俄明州州长，成为美国历史上首位女性州长。
- 1926年：北伐过程中，国民革命军攻占九江市。
- 1930年：阎锡山为首的北平国民政府解散，中原大战结束。
- 1931年：江桥抗战开始。
- 1939年：美国总统富兰克林·罗斯福令美國海關總署执行1939年美国中立法条约，允许英法从美购买战略物资。
- 1941年：中国抗日战争：日军于常德会战中投放鼠疫菌武器。
- 1942年：于第二次阿拉曼战役惨败后，非洲军军长隆美尔无视元首命令，下令全军撤退。
- 1946年：《中美友好通商航海条约》签署。
- 1948年：远东国际军事法庭开始宣读对日本战犯的判决书。
- 1952年：艾森豪威爾擊敗阿德萊·史蒂文森當選美國總統。
- 1952年：美国国家安全局设立。
- 1956年：匈牙利十月事件被平息，事件造成几千人死亡，大约25万人逃亡西方。
- 1957年：中華民國總統蔣介石特任胡適為中央研究院院長。胡適於隔年到臺灣定居並就任，直到1962年因心臟病突發逝世為止。
- 1970年：智利社會黨領導人薩爾瓦多·阿葉德就任智利總統，為拉丁美洲首位當選總統的馬克思主義者。
- 1979年：伊朗激進学生占领了美国驻德黑蘭大使馆，并扣留使馆人员做为人质，伊朗人质危机爆发。
- 1980年：罗纳德·里根在大选中击败吉米·卡特，成为第40任美国总统。
- 1980年：日本職棒讀賣巨人隊王貞治宣布退休。
- 1989年：日本奧姆真理教製造了坂本堤律師一家殺害事件。
- 1992年：首届“华罗庚数学奖”在北京颁发。
- 1993年：中華航空一架波音747-400在降落香港啟德機場時滑出跑道墜海，該機成為第一架報廢的747-400。
- 1993年：让·克雷蒂安担任加拿大第20任总理。
- 1995年：以色列總理伊扎克·拉賓於特拉維夫以色列國王廣場參加和平集會時遭極右派民族主義者槍殺身亡。
- 1997年：云南省昆明市中级人民法院采用注射方式执行死刑，是中国首次。

### 21世紀
- 2002年：中国公民何德普因向第十六届中国共产党全国代表大会提交亲民主意见信而被捕。
- 2008年：民主黨候選人巴拉克·歐巴馬贏得美國總統選舉，成為首位非裔美國總統。
- 2008年：第七届中国国际航空航天博览会于珠海市举办。
- 2012年：塞奥佐罗斯二世获选为亚历山大科普特正教会的教宗。
- 2015年：貝里斯大選，迪安·奥利弗·巴罗領導聯合民主黨（英语：United Democratic Party (Belize)）獲眾議院（英语：House of Representatives (Belize)）過半議席，續任總理。
- 2016年：193個國家簽署的《巴黎協議》正式生效，計畫將氣溫上升控制在工業革命前的2℃範圍。

## 出生
- 1265年：阿方索三世，亚拉岡國王（1291年逝世）
- 1448年：阿方索二世，那不勒斯國王（1495年逝世）
- 1470年：爱德華五世，英格蘭國王（約1483年逝世）
- 1512年：胡宗宪，明朝政治家及军事家（1565年逝世）
- 1575年：圭多·雷尼，意大利画家（1642年逝世）
- 1742年：雅各布·弗里德里希·厄爾哈特，德國植物學家（1795年逝世）
- 1829年：菲利普·斯克萊特，英國律師、動物學家（1913年逝世）
- 1871年：威廉·哈蒙德·萊特，美國天文學家（1959年逝世）
- 1873年：泉鏡花，日本小說家（1939年逝世）
- 1900年：盧克雷奇·帕特拉什卡努，羅馬尼亞律師、社會學家、經濟學家、政治人物，羅馬尼亞共產黨領導人（1954年逝世）
- 1901年：李方子，日本皇族，嫁為朝鮮王朝皇太子李垠之妃（1989年逝世）
- 1903年：倪柝聲，中國基督教新教領袖（1972年逝世）
- 1906年：史坦林·諾斯，美國文學作家（1974年逝世）
- 1908年：約瑟夫·羅特布拉特，波蘭裔英國物理學家、社會活動家，1995年諾貝爾和平獎得主（2005年逝世）
- 1915年：黄金辉，新加坡政治人物，第4任新加坡總統，為華人世界史上首位民選總統。（2005年逝世）
- 1916年：約翰·巴西隆，義大利裔美國海軍陸戰隊中士士官長、美國國民英雄（1945年逝世）
- 1916年：羅絲·韓德勒，美國商人、發明家，美泰兒聯合創始人，芭比娃娃發明者（2002年逝世）
- 1916年：沃尔特·克朗凯特，美國記者，被稱為最可信任的美國人（2009年逝世）
- 1918年：亞特·卡尼，美國演員（2003年逝世）
- 1923年：尤金·史賴吉，美國名教授與作家，回憶錄《老兵長存》被拍攝成迷你電視劇《太平洋戰爭》（2001年逝世）
- 1929年：夏琨塔拉·戴維，印度神童、心算家（2013年逝世）
- 1931年：王桂榮，臺灣企業家（2012年逝世）
- 1932年：托馬斯·克莱斯蒂爾，奧地利總統（2004年逝世）
- 1933年：楚庫埃梅卡·奧杜梅格伍·奧朱古，奈及利亞軍官、政治人物（2011年逝世）
- 1933年：高錕，華裔物理學家，「光纖通訊之父」，2009年諾貝爾物理學獎得主（2018年逝世）
- 1933年：遠藤章，日本生物化學家（2024年逝世）
- 1937年：劉引商，台灣女演員（2022年逝世）
- 1941年：林義守，臺灣企業家，義聯集團創辦人
- 1943年：毛佩琦，中國历史學家
- 1944年：龍劍笙，香港粵劇演員
- 1945年：李天初，中國計量學家（2022年逝世）
- 1946年：羅伯特·梅普爾索普，美國攝影師（1989年逝世）
- 1946年：張德江，中國中共中央政治局常委，全國人大常委会委員長
- 1946年：劳拉·威尔士·布什，美國第43任總統夫人
- 1947年：西田敏行，日本演員、歌手、藝人、主持人（2024年逝世）
- 1947年：衣通真由美，日本女演員
- 1948年：許紹雄，香港男演員
- 1951年：特拉扬·伯塞斯库，羅馬尼亞政治人物，前任羅馬尼亞總統
- 1953年：卡洛斯·古铁雷斯，美國商務部長
- 1954年：潘虹，中國女演員
- 1955年：马蒂·万哈宁，芬蘭政治人物、總理
- 1955年：戴維·朱利葉斯，美國生理學家
- 1957年：托尼·阿博特，澳洲自由黨聯邦領袖、議會反對黨領袖
- 1957年：亚历山大·瓦希里耶维奇·特卡切夫，前蘇聯體操運動員
- 1960年：巫剛，中國男演員
- 1961年：雷夫·馬奇歐，美國男演員
- 1963年：Lily Franky，日本男藝人
- 1964年：水谷優子，日本女性聲優
- 1965年：Pata，日本吉他手
- 1965年：格雷格·韓斯，英國政治人物，現任貿易政策大臣
- 1967年：米诺·拉伊奥拉，荷蘭、義大利足球經紀人（2022年逝世）
- 1967年：柯淑勤，台灣演員
- 1967年：姜武，中國演員
- 1967年：淺倉大介，日本音樂製作人
- 1968年：名倉潤，日本搞笑藝人
- 1969年：肖恩·库姆斯，美國唱片製作人、說唱歌手、演員
- 1969年：马修·麦康纳，美國男演員、製片人
- 1970年：張慧儀，香港女演員
- 1971年：塔布，印度女演員
- 1972年：李翊雲，華裔美國作家
- 1972年：路易斯·菲戈，退役葡萄牙足球員
- 1973年：陳杏妍，香港女演員（2014年逝世）
- 1973年：王燦，台灣男演員
- 1974年：馬修·瑞斯，威爾士演員
- 1974年：山本未來，日本女演員
- 1975年：米基·摩爾，美國職籃運動員
- 1975年：柯提斯·史東，澳洲廚師，烹飪書籍作者、電視節目主持人
- 1976年：李維嘉，中國節目主持人
- 1976年：马里奥·梅尔奇奥特，荷蘭足球運動員
- 1977年：蘇志燮，韓國男演員
- 1978年：李偉健，香港男演員
- 1978年：朱楨，中國主持人
- 1979年：奧黛麗·霍蘭德，美國色情女演員
- 1980年：張書偉，台灣男歌手
- 1980年：鄒承恩，台灣男演員
- 1980年：張少懷，台灣男演員
- 1981年：尾野真千子，日本女演員
- 1985年：马塞尔·扬森，德國足球運動員
- 1985年：文雅，香港女演員
- 1986年：黃蘊瑤，香港單車運動員
- 1986年：李思思，中國中央電視台主持人
- 1986年：嚴賢璟，韓國女演員
- 1987年：崔勝鉉，韓國男子偶像團體BIGBANG成員
- 1987年：亞瑟·耶德爾澤西克，波蘭足球運動員
- 1988年：張乃文，臺灣女性配音員
- 1989年：雷深如，香港女歌手
- 1990年：陳偉洪，香港演員
- 1991年：喬利·羅德里格斯，多明尼加職業棒球運動員
- 1992年：程皓，香港女演員
- 1992年：C.A.P，韓國男子偶像團體TEEN TOP成員
- 1992年：蕾拉·阿波娃，俄羅斯模特兒、演員
- 1993年：范少勳，台灣男演員
- 1993年：胡智爲，台灣棒球運動員
- 1994年：宋柏緯，台灣男藝人、男歌手
- 1994年：江嘉敏，香港女演員
- 1994年：何瑞賢，中國女演員
- 1996年：上淵，韓國男子偶像團體THE BOYZ成員
- 1997年：麥可怡，香港女演員
- 1998年：阿什拉夫·哈基米，摩洛哥職業足球運動員
- 2000年：孫穎莎，中國女子乒乓球運動員
- 2000年：泰瑞澤·馬克西，美國職業籃球運動員
- 2006年：金池按，韓國女子偶像團體LIGHTSUM成員

## 逝世
- 915年：张德妃，五代十国梁末帝的妃子（892年出生）
- 1035年：亞羅米爾，波希米亚公爵（975年出生）
- 1411年：哈利勒苏丹，帖木儿帝国皇室成员（1384年出生）
- 1698年：拉斯穆·巴多林，丹麦科学家（1625年出生）
- 1837年：仙崖義梵，日本江戶時代畫家、書法家（1750年出生）
- 1847年：紹治帝，越南阮朝第3代君主（1807年出生）
- 1847年：，德国作曲家（1809年出生）
- 1859年：保罗·德拉罗什，法国画家（1797年出生）
- 1869年：喬治·皮博迪，美國企業家、慈善家（1795年出生）
- 1893年：皮埃尔·提拉尔，法国总统（1893年出生）
- 1918年：威爾弗雷德·歐文，英国诗人及军人（1893年出生）
- 1921年：原敬，日本内阁总理大臣（1856年出生）
- 1924年：加布里埃爾·佛瑞，法国作曲家（1845年出生）
- 1930年：秋山好古，日本陆军将领（1859年出生）
- 1931年：魯奇·加里尼，義大利無政府主義者（1861年出生）
- 1938年：蒋百里，中國军事家（1882年出生）
- 1939年：马相伯，中國教育家（1840年出生）
- 1950年：李綺年，香港演员（1914年出生）
- 1955年：賽·揚，美國棒球選手，大聯盟史上最多勝投手（1867年出生）
- 1955年：羅伯特·舍伍德（英语：Robert E. Sherwood），美國劇作家（1896年出生）
- 1971年：吉列尔莫·莱昂·巴伦西亚，哥倫比亞政治人物、外交官，第21任哥倫比亞總統（1909年出生）
- 1995年：伊扎克·拉宾，以色列总理（1922年出生）
- 1999年：黃新，香港演员（1926年出生）
- 2002年：邢其毅，中国有機化學家（1911年出生）
- 2005年：高橋宏，日本歌手（1946年出生）
- 2008年：麥可·克萊頓，美國作家、醫生、製片人、導演、編劇（1942年出生）
- 2009年：王芳，中国政治家（1920年出生）
- 2009年：愛倫，香港著名練馬師（1941年出生）
- 2015年：勒內·吉拉爾，法国人类学家（1923年出生）
- 2017年：鄭清文，台灣作家（1932年出生）
- 2021年：露丝·安·明纳，美國政治人物，特拉华州州長，美國歷史上任職時間最長的女州長（1935年出生）
- 2022年：楊叔子，中國機械工程專家、教育家（1933年出生）

## 节假日和习俗
- ：宪法日
- 巴拿马：国旗日
- 俄羅斯：民族統一日
- 多米尼克：社区服务日
- 義大利：國家團結與軍人節
- 以色列：伊扎克·拉宾纪念日